# Petr Hruška
Petr Hruška (Ostrava, 7 de junio de 1964) es un poeta checo, guionista, crítico literario y académico. Se graduó de ingeniero en la Universidad Técnica de Ostrava (se especializó en purificación de agua, en 1987), MA en la Facultad de Artes de la Universidad de Ostrava (1990-94, tesis "Poesía y prosa contemporánea de la subcultura checa") y Ph.D. en la Facultad de Artes de la Universidad Masaryk, en Brno ("Surrealismo postguerra y la reacción al impulso del modelo de vanguardia en la poesía oficial", 2003). 
Trabaja en el Departamento para literatura checa de la Academia de Ciencias de la República Checa en Brno, con enfoque en la poesía checa post-1945. Fue coautor del libro de cuatro tomos Historia de la literatura checa 1945-1989, segundo volumen del Diccionario de los escritores checos desde 1945, y el Diccionario de revistas literarias checas, antologías periódicas y almanaques 1945-2000. También trabaja como conferenciante de literatura checa en la Universidad Masaryk y la Universidad de Ostrava. Es un editor de las revistas Host y Obrácená strana měsíce. Entre 1995 y 1998 participó en la publicación de la revista Landek. Coorganiza encuentros literarios, festivales y exhibiciones en Ostrava; también actúa en el teatro de Jiří Surůvka.
Su hermano mellizo Pavel es un crítico literario. Petr Hruška vive con su novia Yvetta Ellerová (cantante y compositora en los grupos Norská trojka, y Complotto) y sus tres hijos en Ostrava.

## Obra
Petr Hruška dice: "La poesía no es la decoración de la vida". Según él, la poesía debe "excitar; alterar, divertir, sorprender, provocar incertidumbre al lector, demoler las satisfacciones estéticas existentes y crear nuevas." Descrito como el poeta de los inquietos y escondidos peligros de la vida cotidiana, confronta a los lectores con un mundo que parece familiar, pero aún sorprendente en su realidad. Ivan Wernisch escribió sobre sus libros: "Puede escribir poesía sin desaprovechar cosas, es decir, sin la cháchara lírica." Es uno de los más apreciados poetas checos de la era post – 1989.
Publica poesía en varias revistas (Host, Tvar, Revolver Revue, Literární noviny, Souvislosti, Weles etc.), escribe críticas para Tvar y la estación de radio checa Vltava, también artículos académicos (para Host, Tvar, Slovenská literatúra, Protimluv, Obrácená strana měsíce etc.). Sus poemas fueron traducidos al inglés, francés, alemán, esloveno, holandés y polaco. En 1998 fue premiado con el Dresdner Lyrikpreis.

### Libros de poesía en Chequia
- Obývací nepokoje; Sfinga, Ostrava 1995, il. Adam Plaček
- Měsíce; Host, Brno 1998, il. Zdeněk Janošec-Benda
- Vždycky se ty dveře zavíraly; Host, Brno 2002, il. Daniel Balabán
- Zelený svetr; Host, Brno 2004, los tres libros precedentes y Odstavce (prosa), il. Hana Puchová
- Auta vjíždějí do lodí; Host, Brno 2007, il. Jakub Špaňhel

### Libros de poesía extranjeros
- Meseci in druge pesmi (Društvo Apokalipsa, Ljubljana 2004), tr. Anka Polajnar y Stanislava Chrobáková-Repar, Eslovenia
- Jarek anrufen (Edition Toni Pongratz, Hauzenberg 2008), tr. Reiner Kunze, Alemania

### Participación en antologías (selección)
Checo
- Almanach Welesu (Weles, Brno 1997, ed. Vojtěch Kučera)
- V srdci Černého pavouka – ostravská literární a umělecká scéna 90. let (Votobia, Olomouc 2000), ed. Milan Kozelka
- Cestou – básnický almanach Welesu (Weles, Brno 2003), ed. Miroslav Chocholatý, Vojtěch Kučera, Pavel Sobek
- Co si myslí andělíček – dítě v české poezii (Brno 2004), ed. Ivan Petlan y Tomáš Lotocki
- Antologie nové české literatury 1995-2004 (Fra, Praha 2004), ed. Radim Kopáč y Karolina Jirkalová
- S tebou sám – antologie současné české milostné poezie (Dauphin, Praha 2005), ed. Ondřej Horák
- 7edm: Petr Hruška, Jan Balabán, Petr Motýl, Pavel Šmíd, Sabina Karasová, Radek Fridrich, Patrik Linhart (Theo, Pardubice 2005)
- Báseň mého srdce (Literula, Praha 2006), ed. Vladimír Křivánek
- Antologie české poezie II. díl (1986–2006), 2007

Otros
- La poésie tchèque en fin de siècle (Sources, Namur, Bélgica 1999, ed. Petr Král), tr. Petr Král
- Antologie de la poésie tchèque contemporaine 1945-2000 (Gallimard, Paris, Francia 2002, ed. Petr Král), tr. Petr Král
- Literair Paspoort 2004 (Den Haag, Holanda 2004), tr. Jana Beranová
- In our own words (MW Enterprises, Cary, Estados Unidos 2005, ed. Marlow Weaver), tr. Zuzana Gabrišová
- Из века в век (Iz vieka v viek) – češskaja poezija (Pranat, Moscú, Rusia 2005, ed. Dalibor Dobiáš), tr. Olga Lukavaja
- Tra ansia e finitudine – Szorongás és végesség között (Budapest, Hungría 2005) tr. István Vörös y Claudio Poeta
- Circumference – poetry in translation (New York, Estados Unidos 2006, ed. Stefania Heim, Jennifer Kronovet), tr. Jonathan Bolton
- New European Poets (Graywolf Press, Saint Paul, Minnesota, Estados Unidos 2008, ed. Wayne Miller and Kevin Prufer), tr. Zuzana Gabrišová

### Artículos académicos (selección)
- Do hospody v literatuře (Tvar 1996, č. 11)
- Setrvačnost avantgardního modelu – nový surrealismus. (Host 1998, č. 9)
- Básně psané na střed (Host 1999, č. 1)
- Pořád na svém místě. Karlu Šiktancovi začaly vycházet sebrané spisy (Host 2000, č. 8)
- Povinnost jistot a potřeba pochyb (Host 2000, č. 10)
- Druhá vlna první velikosti (Host 2002, č. 10)
- První knížky veršů v mladofrontovní edici Ladění (Slovenská literatura 2002, č. 5)

### Teatro y televisión
- Průběžná O(s)trava krve (P. H. y Radovan Lipus), teatro 1994, TV 1997
- Genius loci - Historie časopisu Host, Host do domu (dir. Vladimír Kelbl, TV Brno, 2002)

### CD
- Zelený Petr (Norská trojka, CD, 2002), letrista
- Obývací nepokoje (Selected poems on CD), Aluze 2/3, 2004
- Průběžná O(s)trava krve, radio versión (2000)